# 海陆紫苏维埃政府旧址
海陆紫苏维埃政府旧址，位于中国广东省河源市紫金县苏区镇赤溪宝善楼，为河源市紫金县的一个县级文物保护单位，类型为近现代重要史迹及代表性建筑，公布时间为1977年12月。
海陆紫苏维埃政府旧址的历史年代为1931年。